# Pholcus ponticus
Pholcus ponticus är en spindelart som beskrevs av Tord Tamerlan Teodor Thorell 1875. Pholcus ponticus ingår i släktet Pholcus och familjen dallerspindlar. Inga underarter finns listade i Catalogue of Life.